# Mary Somerville
Mary Somerville   (Jedburgh, 26 de desembre de 1780 - Nàpols, 28 de novembre de 1872) va ser una matemàtica i astrònoma escocesa. Va ser la primera dona membre de la Royal Astronomical Society, al mateix temps que Caroline Herschel.

## Biografia
Era filla del vicealmirall irlandès sir William George Fairfax. Va néixer a la rectoria de Jedburgh, a la frontera escocesa, que era la casa de la seva tia, esposa del Dr. Thomas Somerville (1741–1830), autor de My Own Life and Times. La seva infantesa, la passà a Burntisland, Fife. El seu pare va decidir enviar-la a l'escola a Musselburgh, (East Lothian).
A continuació estudià informalment geografia i astronomia. També estudià art amb Alexander Nasmyth a Edinburgh. Va tenir el sobrenom de "the Rose of Jedburgh".
L'any 1804 es casà amb el seu cosí llunyà, cònsol rus a Londres, el capità Samuel Greig, fill de l'almirall Samuel Greig. Van tenir dos fills, un d'ells, Woronzow Greig, va ser un reconegut advocat a Londres amb interessos científics. Greig no creia en la capacitat de les dones per a la ciència; a la seva mort, el 1807, Mary retornà a Escòcia amb una situació econòmica que li permeté continuar els seus estudis.
El 1812 es va casar amb un altre cosí, el Dr. William Somerville (1771–1860), inspector mèdic de l'exèrcit britànic, que l'encoratjà a estudiar física. Van tenir quatre fills i, tot i això, es va continuar movent, amb el seu marit, en cercles científics. Es diu que Laplace va dir que, a part de Somerville, només hi havia dues dones que l'haguessin entès: "Mrs. Fairfax i una tal Mrs. Greig de la qual no en sabia res" (és a dir, que Somerville era l'única dona que l'havia entès, ja que les altres dues eren els seus cognoms de soltera i del primer matrimoni).
El 1838 ella i el seu marit, que havia patit una llarga i greu malaltia, es van mudar a Itàlia, buscant un clima millor i on van passar gran part de la resta de la seva vida, i on moriren tots dos, William a Florència el 1860 i Mary a Nàpols el 1872.
El 1868 va ser la primera a signar la petició, que no tindria èxit, de John Stuart Mill pel dret a vot de les dones.
Els escrits de Somerville van influir en James Clerk Maxwell i en John Couch Adams. El seu supòsit sobre un planeta hipotètic que pertorbava Urà, en la seva 6a edició d'On the Connexion of the Physical Sciences (1842), va portar Adams a cercar i descobrir el planeta Neptú. Aquest llibre fou un dels més exitosos llibres de ciència del segle xix i fou traduït a diverses llengües. El terme "scientist" ('científic, persona que es dedica a la ciència') va ser encunyat per William Whewell en una ressenya de 1834 d'On the Connexion of the Sciences.

### Commemoració
El Somerville College, Oxford, rep el nom per Mary Somerville, com Somerville House a Burntisland (Fife), on va viure durant la seva infància, i Somerville House, un institut femení a Brisbane, Austràlia.
- Somerville Island (74°44'N, 96°10'W), una petita illa de l'estret de Barrow, Nunavut, a la qual va donar nom sir William Edward Parry el 1819 durant la seva primera expedició àrtica.

- 5771 Somerville (1987 ST1) és un cinturó d'asteroides (llista d'asteroides 5001-6000) descobert el 21 de setembre de 1987 per E. Bowell al Lowell Observatory Flagstaff, Arizona.

- Cràter Somerville de la Lluna.

## Obres publicades
- 1825 The Magnetic Properties of the Violet Rays of the Solar Spectrum, en el que detallava els resultats dels seus experiments amb l'espectre solar, resultats que van ser repetits i verificats pel físic austríac Baumgarten.[13]
- 1831 The Mechanisms of the Heavens, que era una traducció i adaptació de la Mécanique Céleste de Laplace que va tenir força èxit i va ser llibre obligatori a la universitat de Cambridge.[14]
- 1832 A Preliminary Dissertation on the Mechanisms of the Heavens
- 1834 On the Connexion of the Physical Sciences en el que continuava defensant els sistemes de càlcul francesos tal com els feia Laplace.[15]
- 1848 Physical Geography en el que estudiava les característiques físiques de la Terra i dels seus habitants, tan animals com vegetals.[16]
- 1869 Molecular and Microscopic Science en el que estudia l'estructura de la matèria i, en particular, la dels éssers vius.[17]